# جورج ديفيد
جورج ديفيد (بالإنجليزية: George David)‏ هو شخصية أعمال أمريكي، ولد في 7 أبريل 1942.

## وصلات خارجية
- جورج ديفيد على موقع إن إن دي بي (الإنجليزية)